# Jakob Wujek
Jakob Wujek (Wągrowiec, 1541 – Cracovia, 27 aprile 1597) è stato un gesuita polacco, fra i maggiori esponenti della Controriforma in Polonia.
La sua traduzione della Bibbia in polacco viene ritenuta tra le migliori.